# Parc national de Karula
Le parc national de Karula (en estonien: Karula rahvuspark) est un parc national du sud de l'Estonie qui fut créé en 1979 en tant qu'aire protégée puis devint parc national en 1993. Le parc national de Karula est inclus dans le réseau européen Natura 2000.

## Description
Il se caractérise par son relief accidenté, ses nombreux lacs, sa grande biodiversité et son paysage culturel traditionnel. Sa flore riche comprend plusieurs espèces inscrites sur la liste rouge estonienne comme l'orchidée Baltique, le bois-joli et le botryche à feuilles de Matricaire ; ce dernier ne se trouve que dans trois endroits en Estonie, dont Karula. La faune comprend également des espèces inhabituelles et menacées, comme le murin des marais, l'aigle pomarin et la cigogne noire. Des mammifères comme le wapiti, le lynx et le putois y sont communs.
Le plus haut point des hautes terres de Karula est le mont Tornimägi (137,8 m), situé dans le village de Rebasemõisa. Entre la gorge de Valga et la vallée de Võru-Hargla, le plateau de Karula constitue la ligne de partage des eaux entre le bassin du lac Peipsi et la baie de Liivi. Les ruisseaux et les rivières provenant du plateau au début de leur parcours sont encore petits et présentent un faible niveau d'eau. Le plus célèbre d'entre eux est la Mustjõgi, qui prend sa source dans le lac Saarjärv. Il y a 60 lacs sur les hautes terres de Karula, dont 40 situés dans le parc national. Les lacs ont surtout des rives de tourbières, il y a peu de rivages sablonneux. Le parc national comprend la plupart des types de lacs en Estonie : pauvres et riches en nutriments, avec des eaux claires, la plupart d'entre eux sont en bon état écologique. Le plus grand lac est le magnifique lac Ehijärv avec une côte sinueuse (176 ha), et le plus profond est Savijärv avec une eau claire (18 m). Une grande richesse des espèces aquatiques présente le lac Ubajärv .

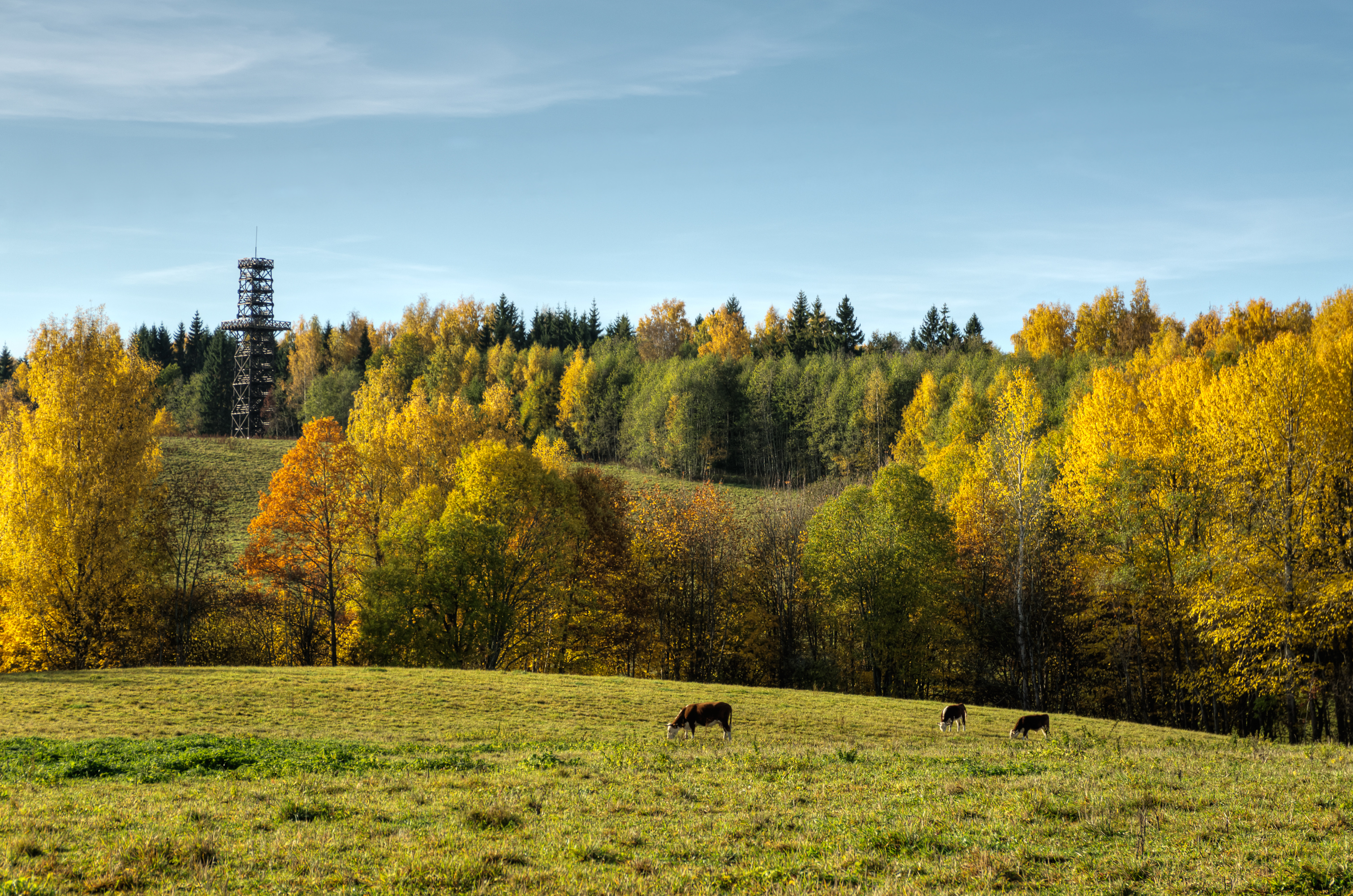
Tour de Rebasemõisa.
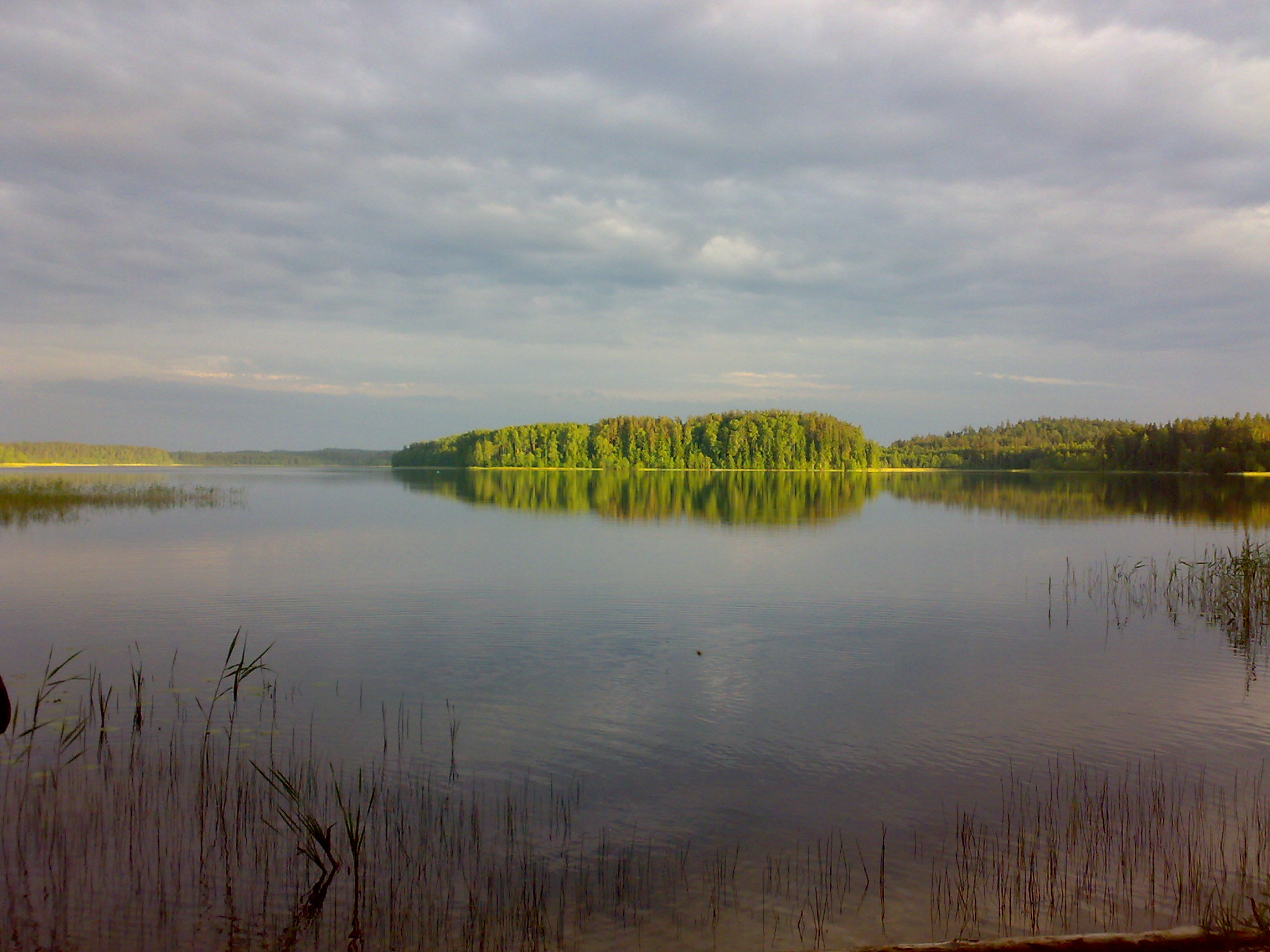
Lac Ähijärv.
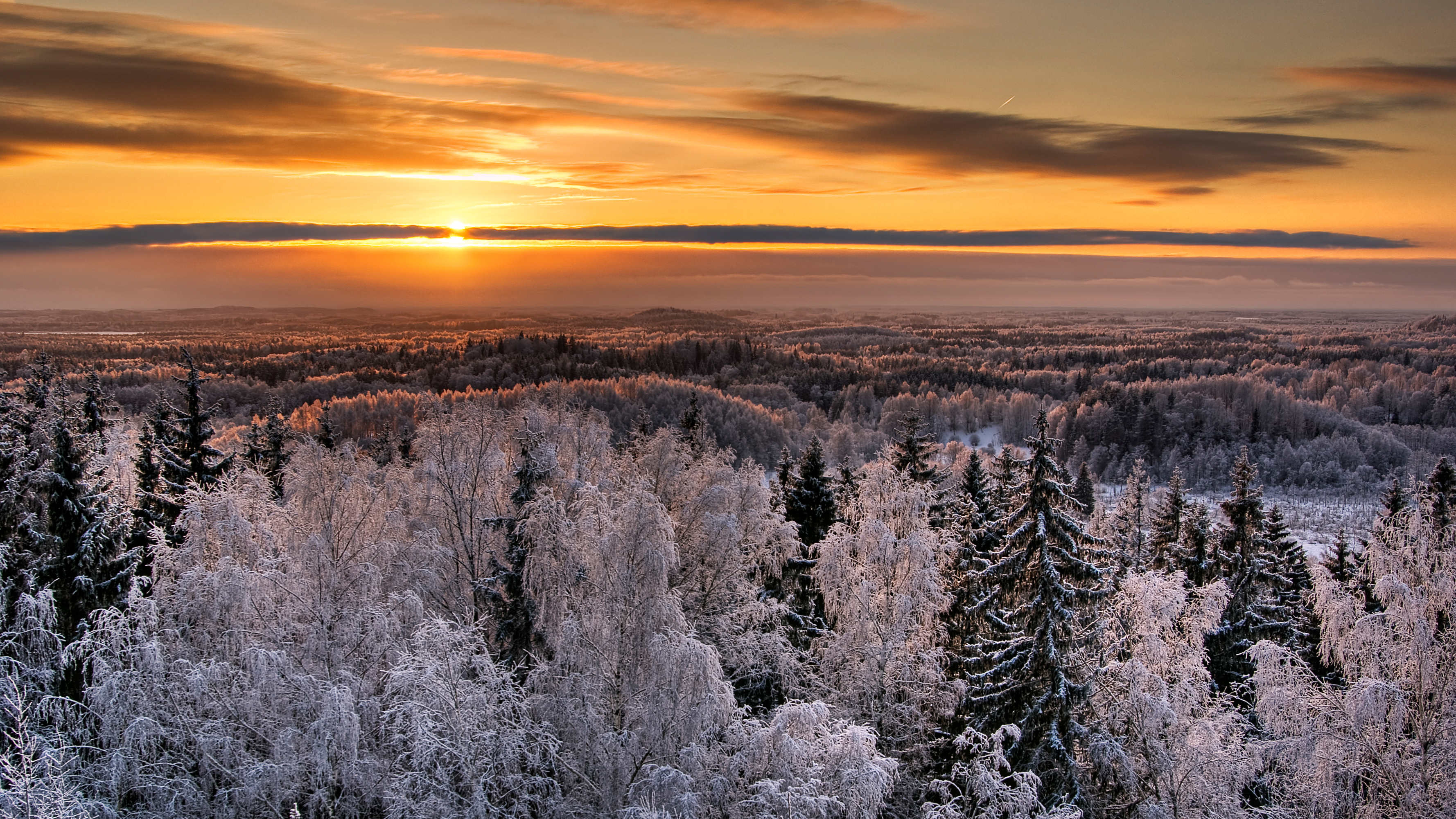
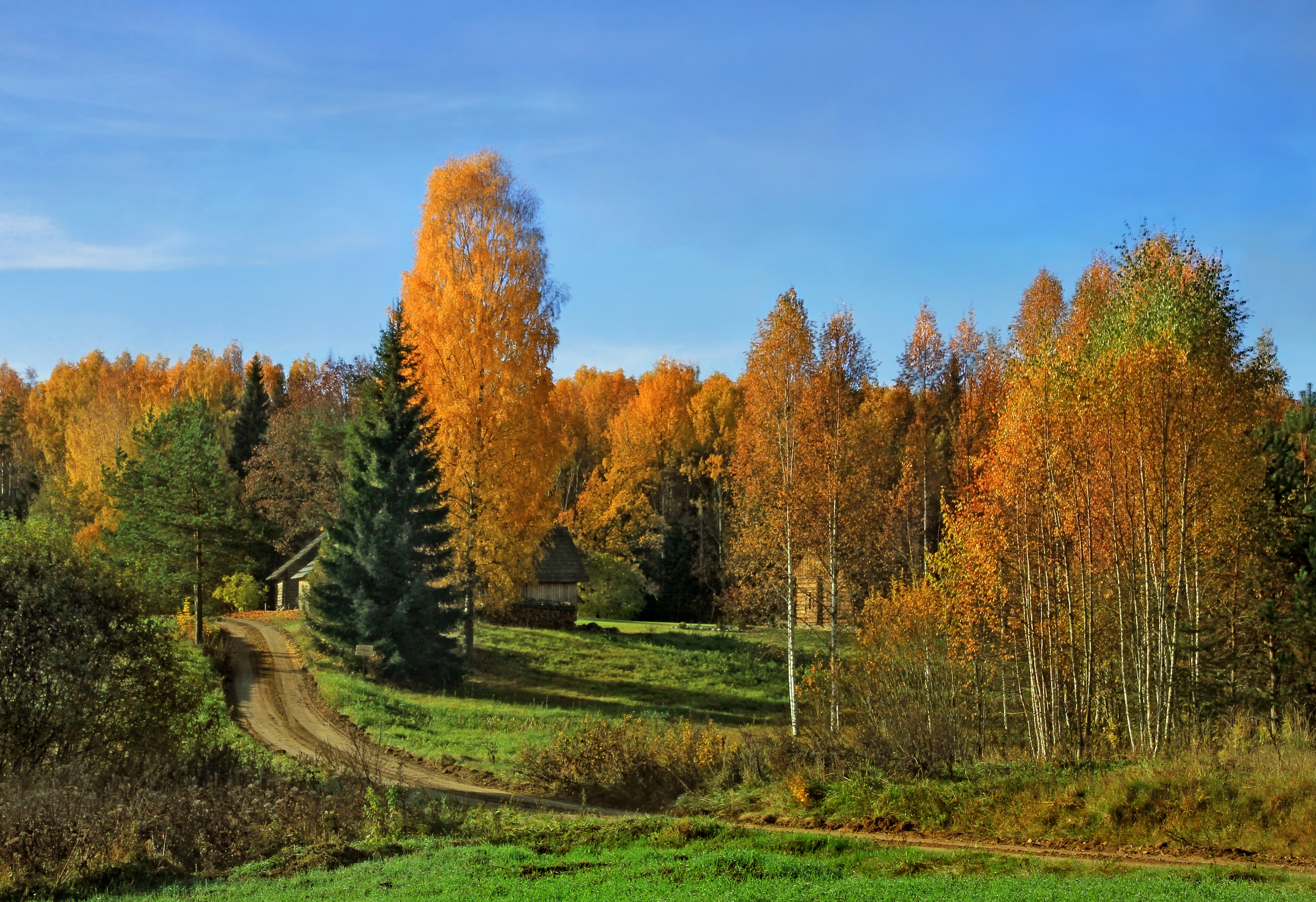
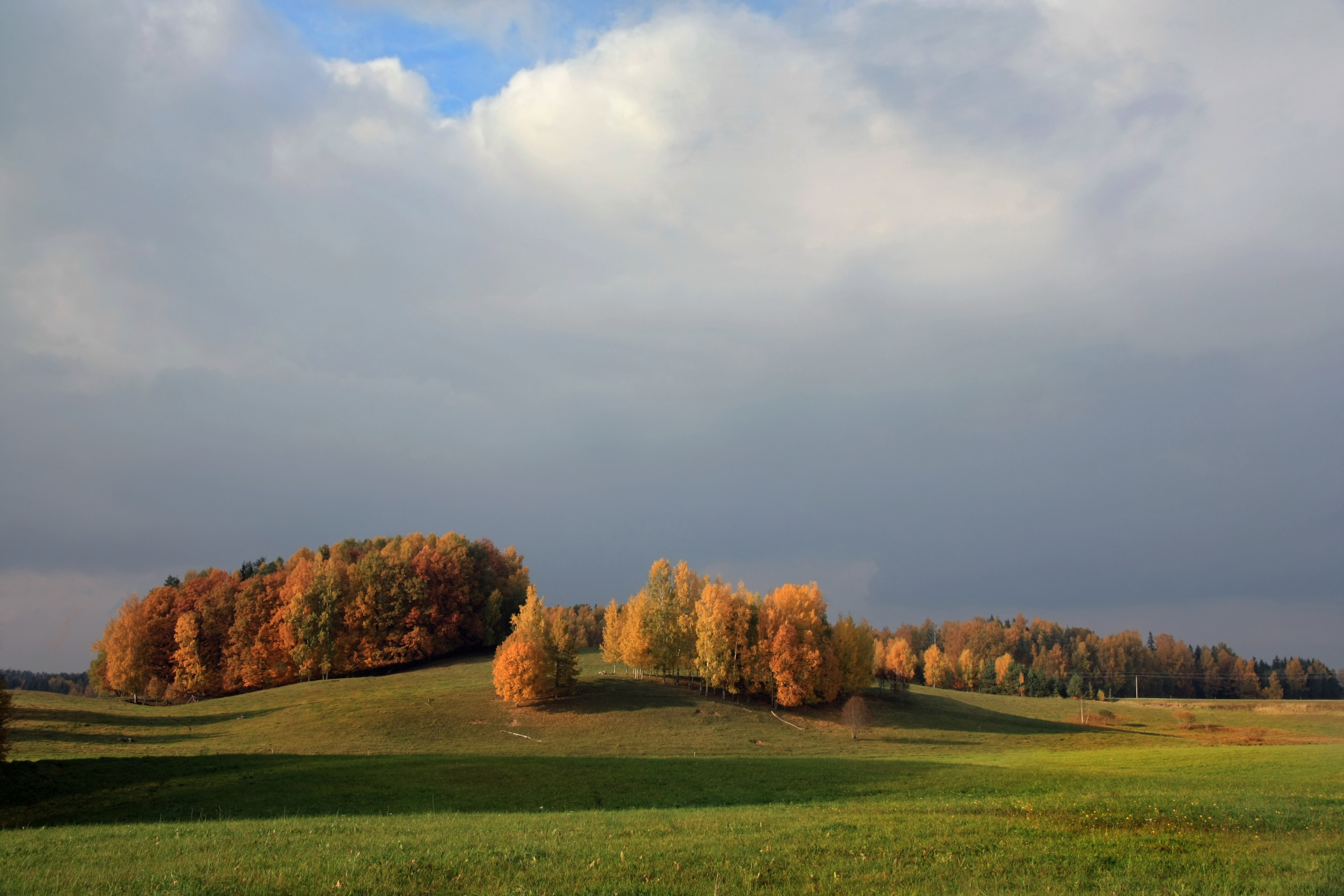
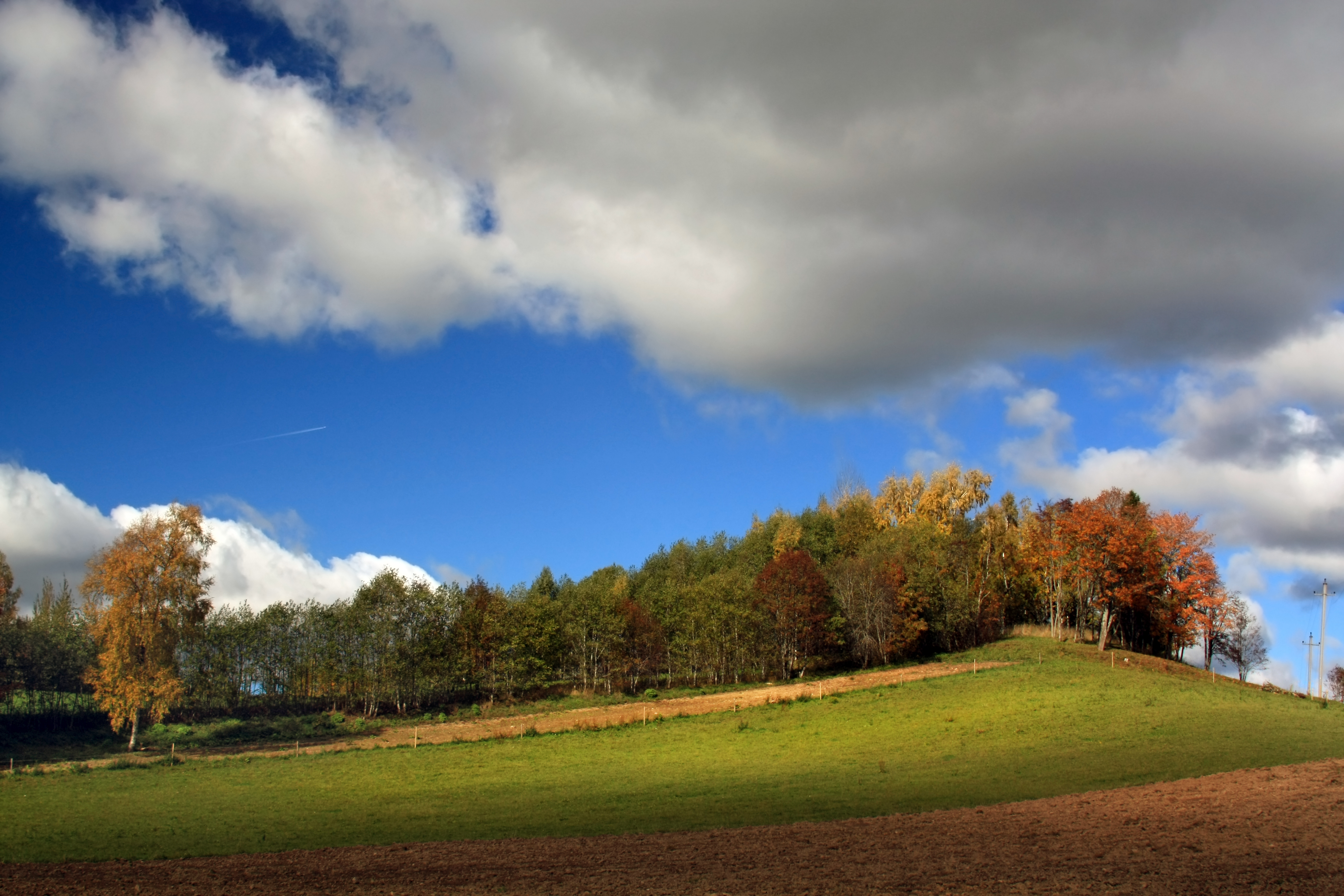